# Ренсселер (округ, Нью-Йорк)
Шаблон:StateAbbr_ 42°43′ пн. ш. 73°29′ зх. д. / 42.71° пн. ш. 73.49° зх. д.
Округ Ренсселер (англ. Rensselaer County) — округ (графство) у штаті Нью-Йорк, США. Ідентифікатор округу 36083.

## Історія
Округ утворений 1791 року.

## Демографія
За даними перепису
2000 року
загальне населення округу становило 152538 осіб, зокрема міського населення було 103338, а сільського — 49200.
Серед мешканців округу чоловіків було 74691, а жінок — 77847. В окрузі було 59894 домогосподарства, 39028 родин, які мешкали в 66120 будинках.
Середній розмір родини становив 3,02.
Віковий розподіл населення поданий у таблиці:
| Стать    | До 15 років | 15-21 | 22-29 | 30-39 | 40-49 | 50-65 | 65-85 | Понад 85 |
| -------- | ----------- | ----- | ----- | ----- | ----- | ----- | ----- | -------- |
| Чоловіки | 15590       | 8980  | 7291  | 11078 | 11843 | 11501 | 7694  | 714      |
| Жінки    | 15062       | 7344  | 7375  | 11622 | 11983 | 12187 | 10371 | 1903     |

## Суміжні округи
- Вашингтон — північ
- Беннінґтон, Вермонт — північний схід
- Беркшир, Массачусетс — схід
- Колумбія — південь
- Грін — південний захід
- Олбані — захід
- Саратога — північний захід

## Виноски
1. ↑  U.S. Decennial Census. United States Census Bureau. Процитовано 7 січня 2015.
2. ↑  Historical Census Browser. University of Virginia Library. Архів оригіналу за 11 серпня 2012. Процитовано 7 січня 2015.
3. ↑  Population of Counties by Decennial Census: 1900 to 1990. United States Census Bureau. Процитовано 7 січня 2015.
4. ↑  Census 2000 PHC-T-4. Ranking Tables for Counties: 1990 and 2000 (PDF). United States Census Bureau. Процитовано 7 січня 2015.
5. ↑  State & County QuickFacts. United States Census Bureau. Архів оригіналу за 28 липня 2011. Процитовано 13 жовтня 2013.(англ.) Наведено за англійською вікіпедією.
6. ↑  American FactFinder. Бюро перепису населення США. Архів оригіналу за 26 лютого 2012. Процитовано 31 січня 2008.